# Какиэмон

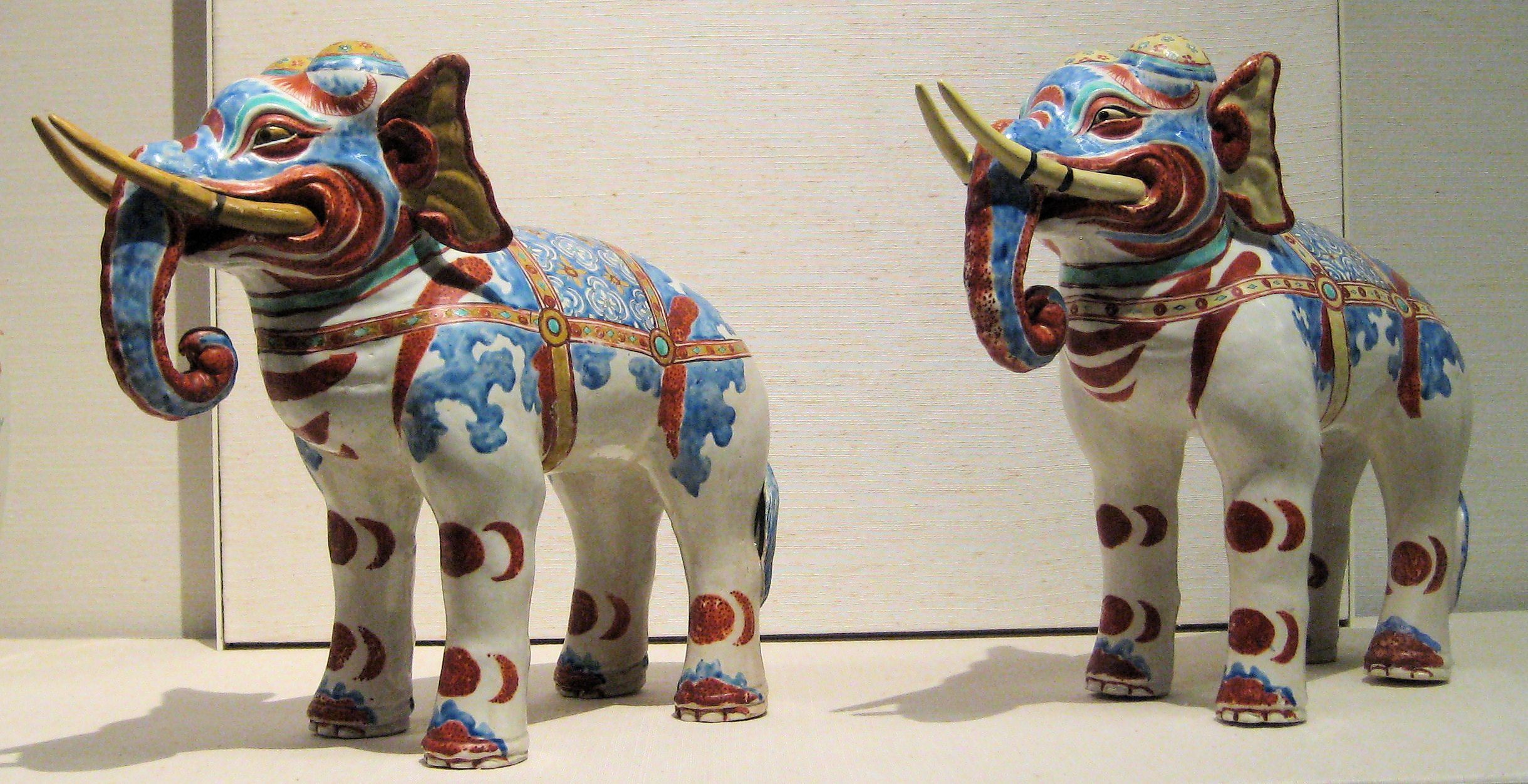
Фигурки слонов в стиле какиэмон

Какиэмон (яп. 柿右衛門様式 какиэмон ё:сики) — стиль росписи японского фарфора, изготавливаемый гончарной династией Сакаида с начала XVII века. Какиэмон был настолько популярен, что этим словом зачастую называли весь японский фарфор.

## История

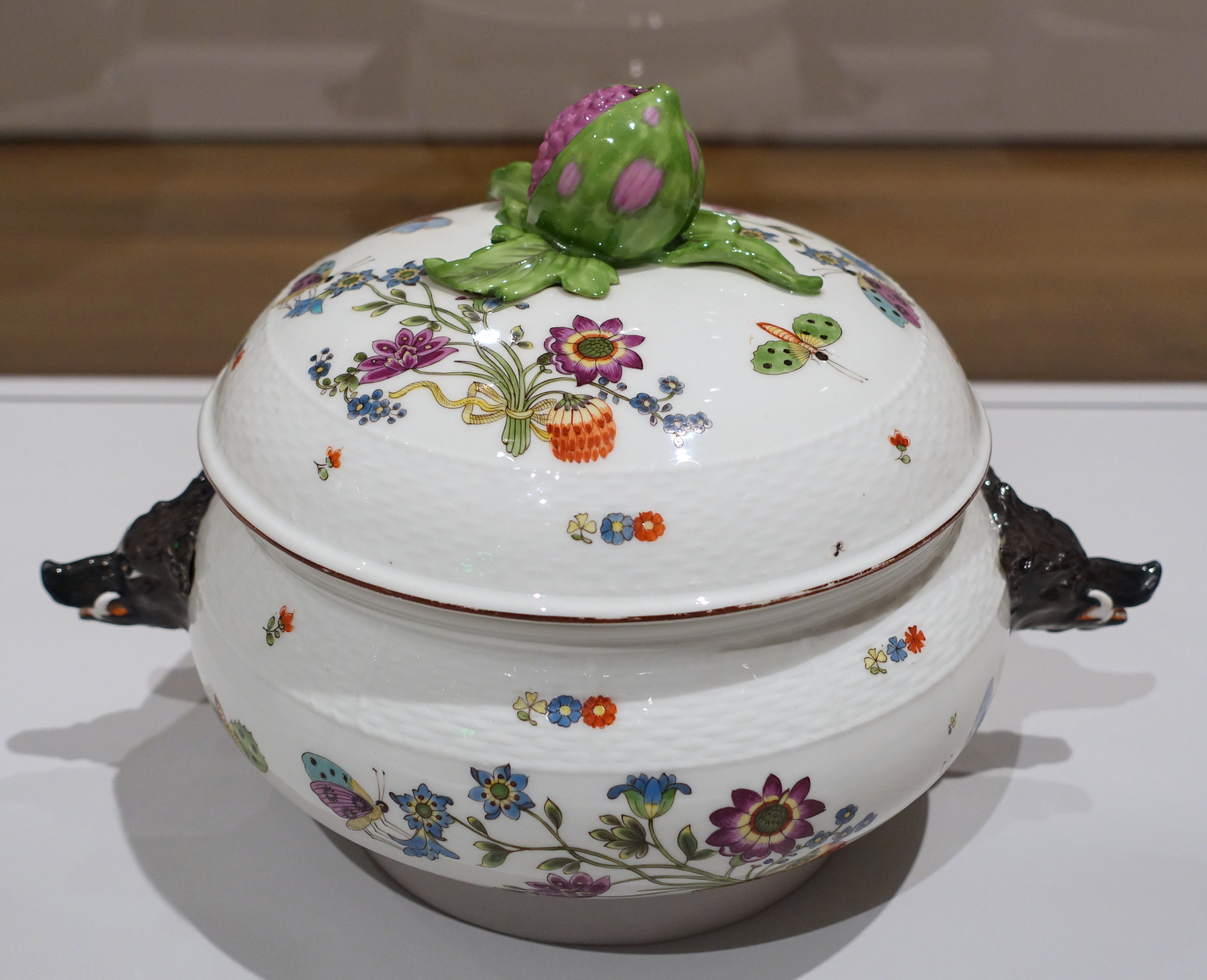
Имитация стиля какиэмон. Майсенский фарфор

Вероятный основатель династии Сакаида — гончар из провинции Хидзэн Сакаида Какиэмон (яп. 酒井田 柿右衛門, 1596—1666), или Сакаида Кидзаэмон, сын и ученик матера-керамиста Энсая, его имя дало название всему стилю. По легенде секрет наиболее известного вида украшения поверхности — разноцветной надглазурной росписи — был передан семье Сакаида китайским гончаром, случайно встреченным в порту Нагасаки, однако скорее всего от китайских гончаров через посредничество Тодзимы Токудзаэмона был получен рецепт полупрозрачной глазури, которой прославился фарфор какиэмон. Совершенства в производстве фарфора достигли четвёртое и пятое поколения семьи Сакаида.
Другая версия сообщает о том, что мастер Сакаида Какиэмон, сын и ученик мастера Энсая, с 1644 года, работавший в селении Арита, первым придумал мотив росписи с изображением парных слив ярко-красного цвета (kaki), отчего сам мастер и его потомки получили родовое прозвание «какиэмон». Сакаида Какиэмон и два его сына (насчитывается двенадцать поколений семьи) выработали стиль мелкой пёстрой полихромной росписи красной, оранжевой, зелёной и чёрной красками с золотом. Стиль росписи «какиэмон», или «имари» (имари-арита), оказал значительное влияние на деятельность голландских мастеров росписи фаянса из Делфта, так называемого делфтского фаянса XVII—XVIII веков и работу живописцев саксонских и, позднее, английских мануфактур. Так на знаменитой фарфоровой мануфактуре в Майсене успешно производили вещи с росписью под названием «какиэмон» . Крупнейшие коллекции какиэмона в Европе находятся в Хэмптон-корте и Дрезденском собрании фарфора.
С конца XVIII по начало XX века какиэмон находился в упадке, однако позже традицию возродили гончары из двенадцатого поколения династии. Сакаида Какиэмон XIV получил звание национального достояния Японии. По состоянию на 2017 год фарфор какиэмон создаёт Сакаида Какиэмон XV (род. 1968).

## Изделия
Наиболее характерные изделия какиэмон — фарфор с надглазурной росписью (яп. 色絵 ироэ), но известны также изделия видов «сомэцукэ» (с синей кобальтовой подглазурной росписью) и «хакудзи» (белый фарфор). «Сомэцукэ» представлен на горшках, изготовленных в Ками-Нангавараяме и Симо-Нангавараяме, либо в общественных печах «ёриаи-гама», а также на изделиях из печей Мацугатанэ, принадлежавших клану Оги.
Фарфор «какиэмон» имеет несколько отличий от схожего внешне фарфора стиля «арита»: изделия «какиэмон» изготавливают из разных видов глины в зависимости от назначения, роспись на них не сплошная, встречаются большие пробелы, для украшения используется небольшой набор цветов. На керамике какиэмон очень часто бывает контурная линия на ободке, нехарактерная для ариты, а также рельефные украшения.

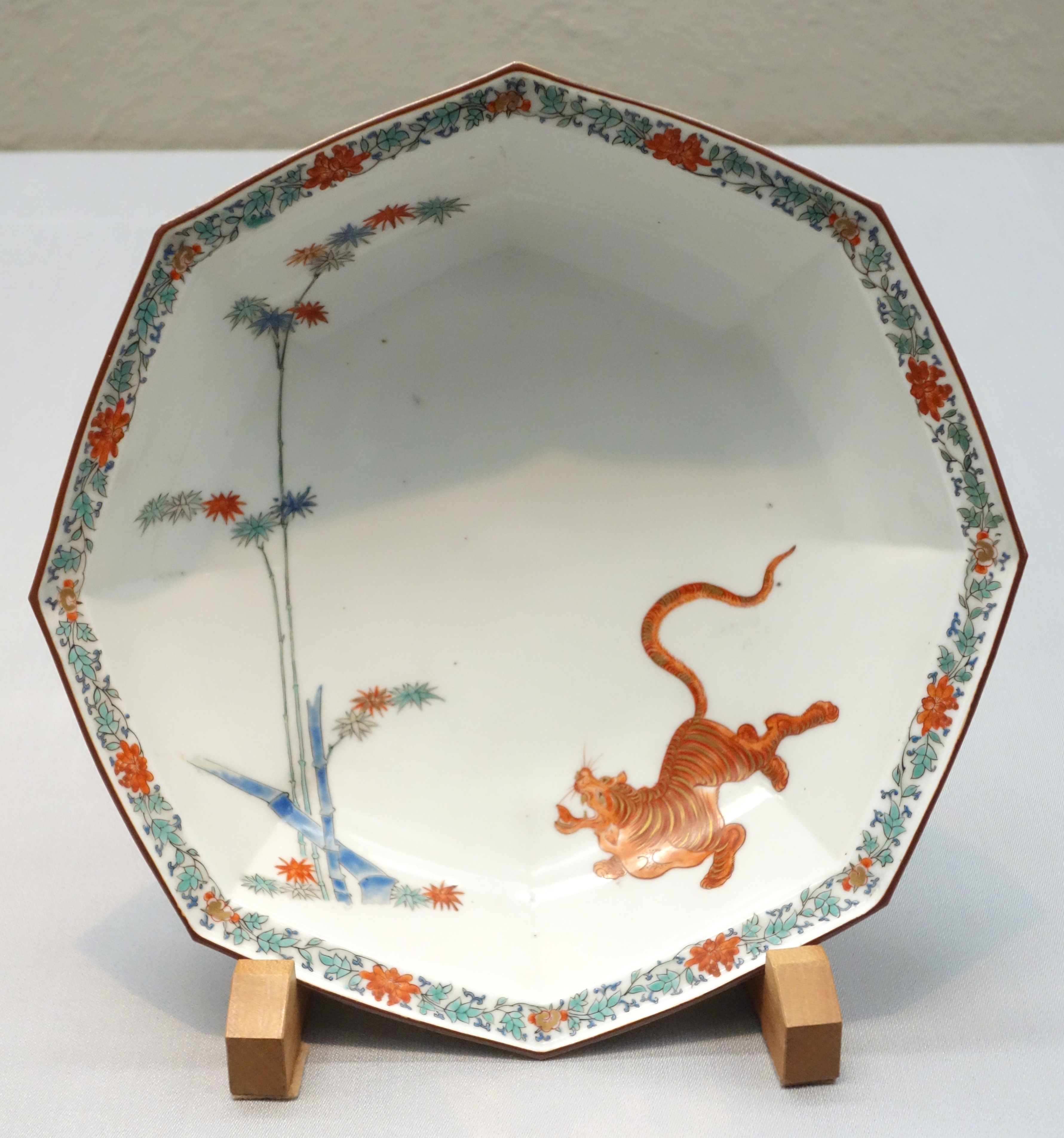
Восьмиугольное блюдо, XVII век
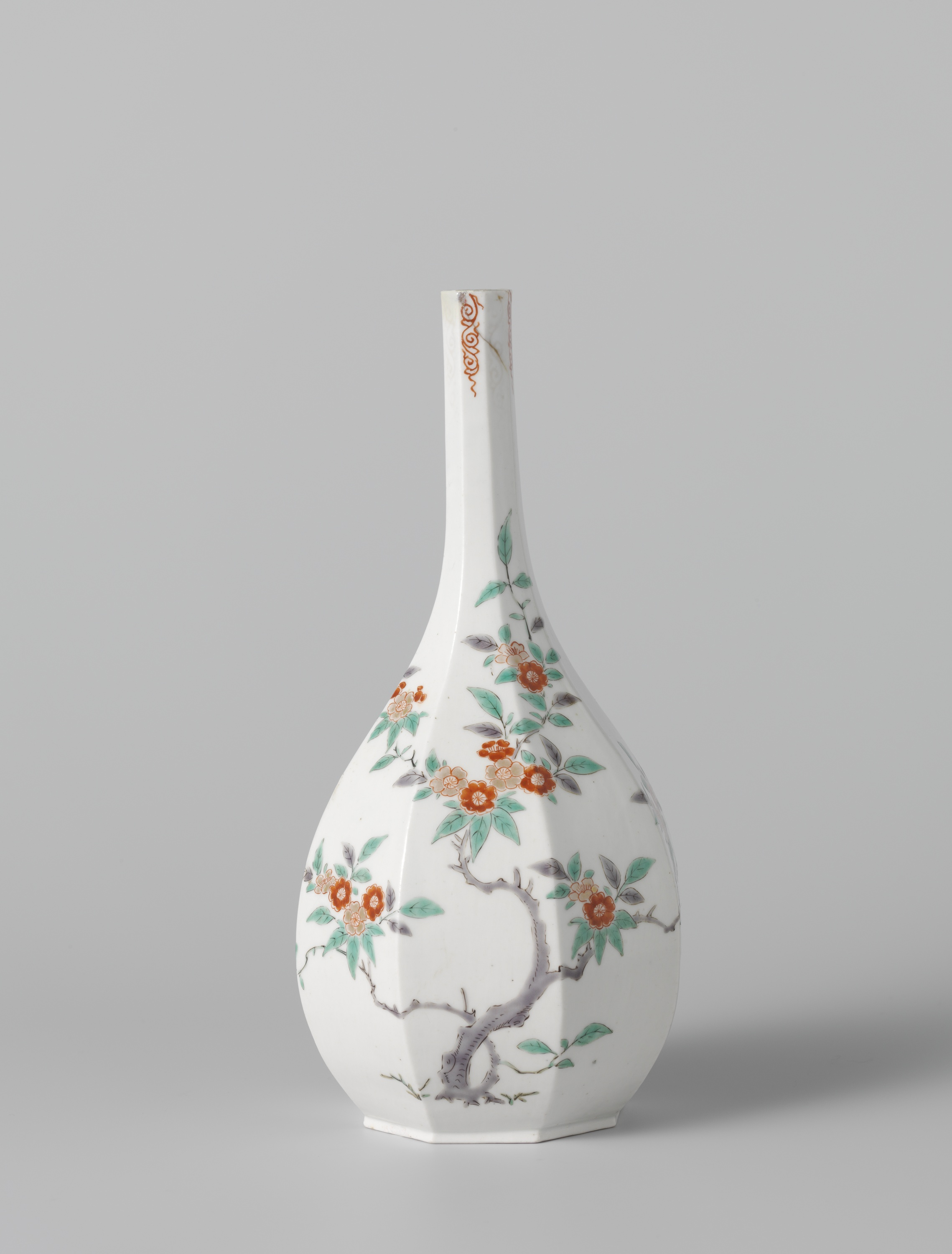
Бутылка, 1675—1725
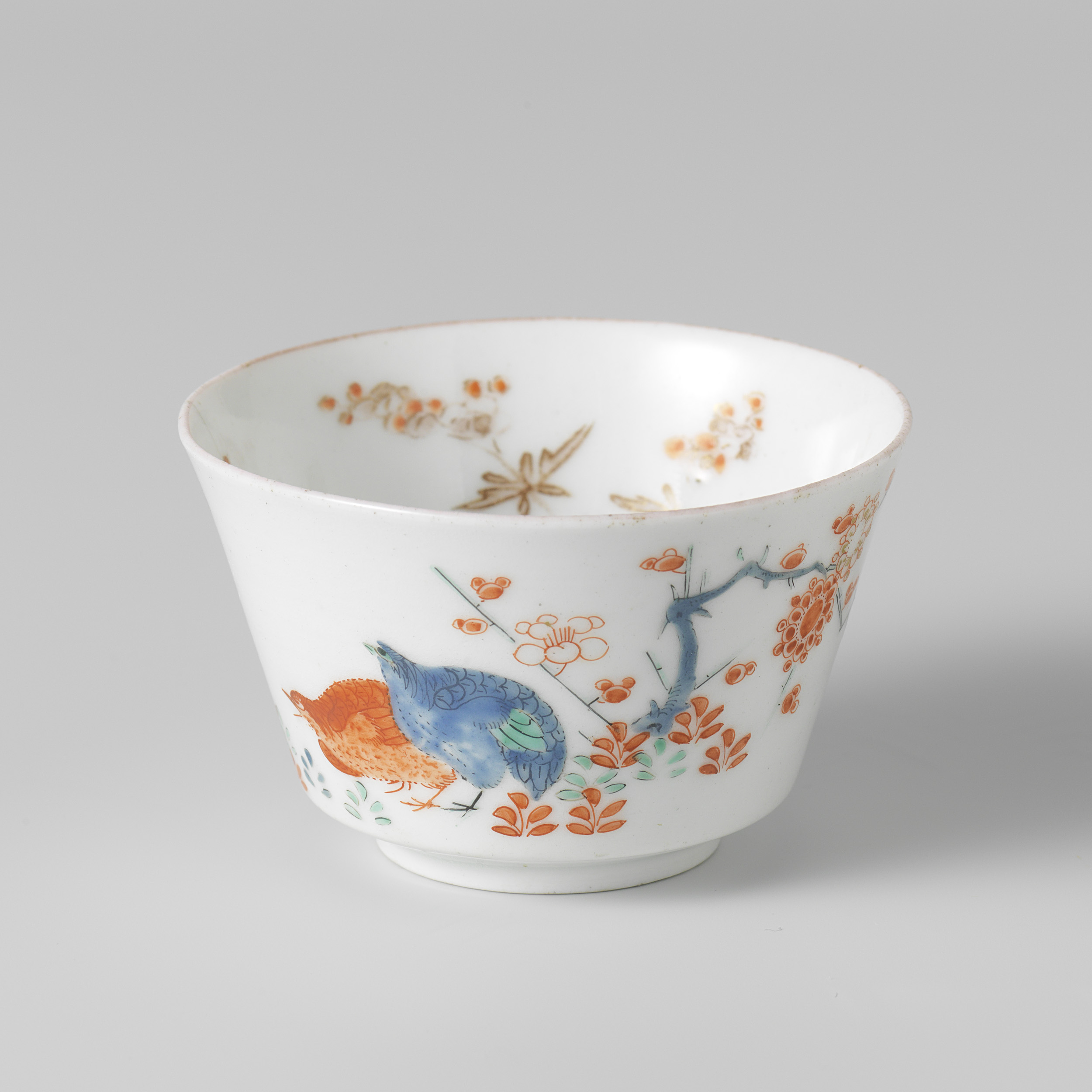
Чашка в жанре цветы-птицы, 1700-1740